# Cadwork
cadwork ist ein kommerzielles CAD/CAM-Programm, welches in vielen Bereichen der Planung verwendet werden kann. Dieses Programm eignet sich für Holzbauer, Konstrukteure und Hochbauzeichner sowie Tiefbauzeichner.

## Module
In dem 2-D-Modul cadwork 2D arbeitet man mit normalen, zweidimensionalen Linien und Flächen mit verschiedenen Schraffuren usw. Im 3-D-Modul cadwork 3D arbeitet man hingegen mit Volumen, um Wände darzustellen, Holz- und Stahlstabwerke zu generieren und dreidimensionale Knotenpunkte zu planen. Hier wird alles in einem dreidimensionalen Raum aufgebaut und kann dann dadurch beliebig gedreht und angeschaut werden.

## Massivbau
Die zweidimensionale Variante eignet sich im Massivbau besonders für Werkpläne, während das 3-D-Modul für Ausschreibungen und für Wettbewerbe um ein Bauprojekt besser ist. Alternativen zu letzterem sind z. B. Revit oder ArchiCAD.

## Holzbau
Für die vielfältigen Anwendungen im Holzbau stellt cadwork mehrere Module zur Verfügung.

### cadwork 2D
cadwork 2D ist das Einstiegsmodul in das Programmpaket von cadwork.
Es ist ein 2.5D-CAD-System, das neben der zweidimensionalen Bearbeitung auch das Mitführen von Höheninformationen erlaubt. So ist ein problemloser Übergang in cadwork 3D möglich.
Die Denkweise des Zeichners und Konstrukteurs spiegelt sich hier wider und sichert das logische Arbeiten, da alle Linien selbst vom Benutzer definiert werden. Der Zeichner kann also beliebige Formen ohne großen Aufwand erstellen. Die Linien lassen sich anschließend in Flächen umwandeln und können danach mit einer Schraffur gefüllt werden.

### cadwork 3D
cadwork 3D ist ein 3D-CAD/CAM-System. Die Anwendungsbereiche sind hauptsächlich im Holzbau und Stahlbau zu sehen. cadwork 3D bietet die Möglichkeit mit freien Volumenmodellen zu arbeiten. Diese haben eine interne Achse (Länge, Breite und Höhe) die es ermöglichen die einzelnen Bauteile in einfacher Weise zu komplexen, dreidimensionalen Strukturen zusammenzustellen.
Es gibt verschiedene Zusatzmodule, wie z. B. einen Assistenten für die Eingabe eines Daches, einen Assistenten für die Elementierung von Wänden oder auch der Ausgabe der einzelnen Bauteile als bemaßte 2D Einzelteilzeichnung oder an CNC-Abbund Maschinen.